# Vi de Luxemburg

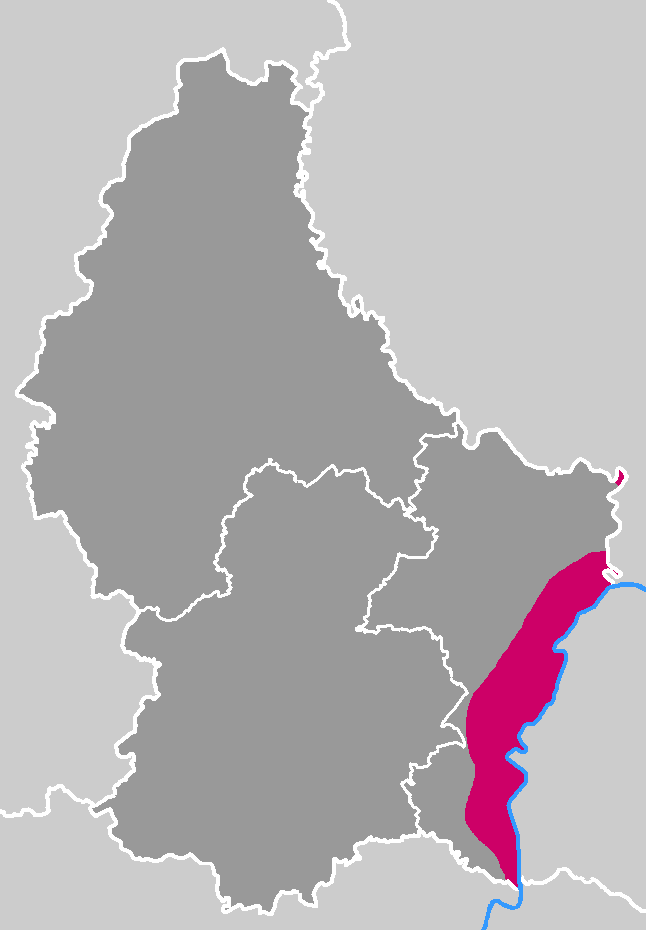
Zona de producció

El vi de Luxemburg es conrea al llarg de la vall del Mosel·la i forma part d'una de les regions més septentrionals per a la viticultura. Gaudeix d'un microclima que realça la temperatura d'1 o 2 °C.
Sobre els 42 quilòmetres de Schengen a Wasserbillig, als vessants del riu, les vinyes luxemburgueses aprofiten els beneficis d'una exposició sud-oest sobre una superfície de 1235 hectàrees. Es troba dotat d'una terra calcària al nord i una marga d'argila al sud, que s'ha anat enrequind durant els segles de ceps nobles que produeixen vins d'una frescor delicat i una elegant finesa, sense oblidar els vins escumosos i el famós Crémant.
Les varietats viníferes més comunes són dintre de l'informe del 2008: rivaner (també conegut com a Müller-Thurgau), auxerrois blanc, pinot gris, riesling, pinot blanc, elbling, pinot negre, gewurztraminer i chardonnay.

## Història

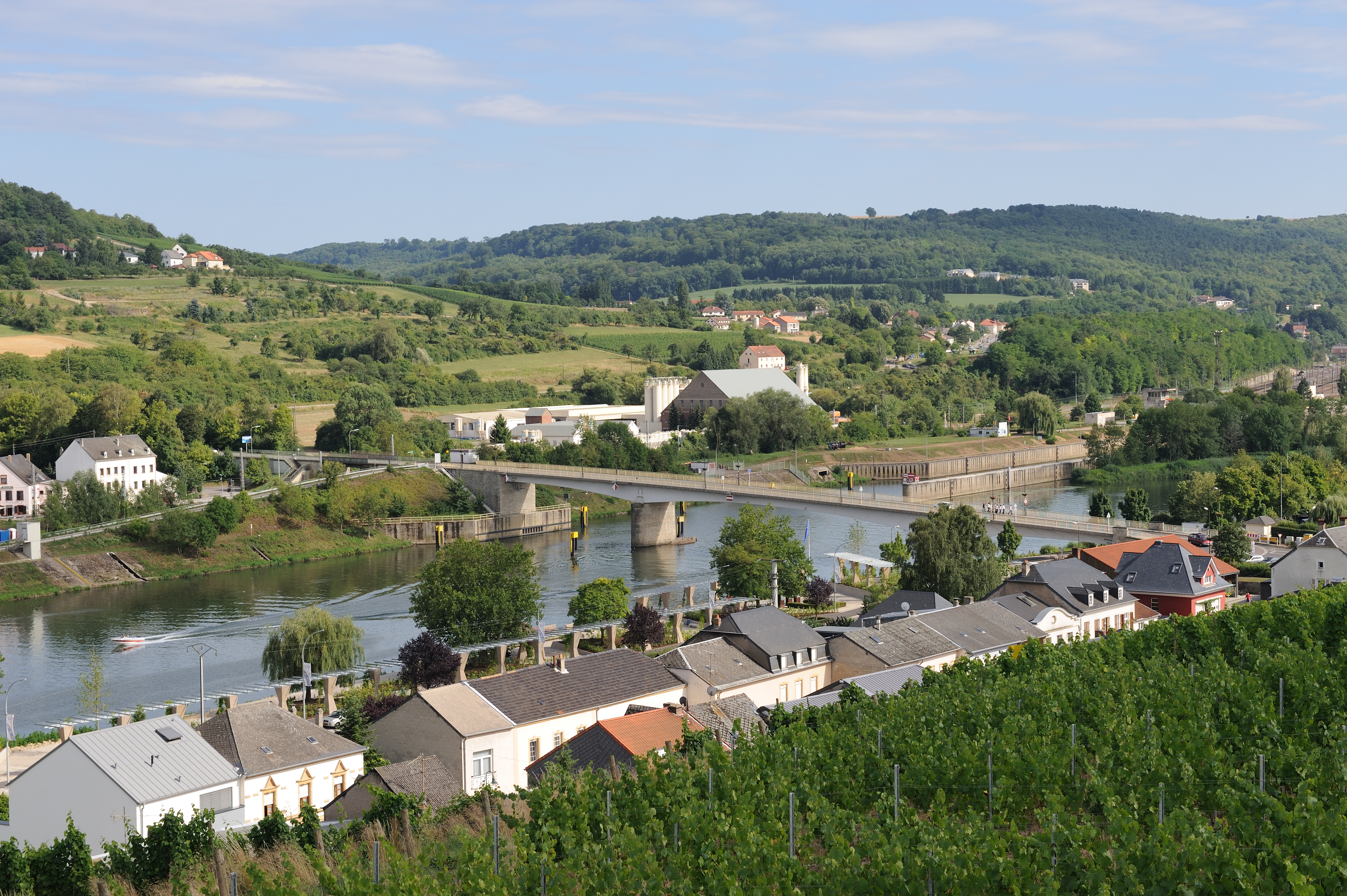
El Mosel·la trifini: Luxemburg (primer pla) - Alemanya (fons esquerra) - França (fons dreta).

La Vall del Mosel·la, antiga de 225 milions d'anys, sempre ha conegut la tradició vitivinícola. Els celtes, gals i romans conreaven la vinya allà abans que els monestirs de l'Edat Mitjana ho van fer i van estendre les vinyes a gran part del país. Però el dur hivern en 1709 van fructificar a la Mosel·la el seu vi exclusivament.
Va ser només després de l'aprovació d'una unió duanera amb Bèlgica (1922), quan es va fundar l'institut vitivinícola a Remich (1925) i la creació de la Marca Nacional (1935), que la vinya es va diversificar i es va desenvolupar.
I des de la dècada de 1980, la introducció de la denominació «Moselle Luxembourgeoise - Appellation contrôlée», la creació del terme «Crémant de Luxembourg» i el de les mencions especials «Vendanges Tardives», «Vin de Glace» i «Vin de Paille» així com els «Vins barrique» donen al vi la seva reputació actual ara amb el suport de la Comissió per a la Promoció de Vins i Crémants de Luxemburg.

## Normatives de Luxemburg
La «Marque Nationale des Vins luxembourgeois» va ser creada el 12 de març de 1935. Es col·loca en una etiqueta rectangular a la part posterior de l'ampolla: 
- la menció «Marque Nationale-Appellation contrôlée» certifica l'origen i la qualitat del vi, sota control estatal.

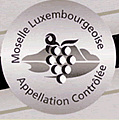
«Appellation controlée».

Per obtenir aquesta menció, el vi ha de ser sotmès a exàmens analítics als laboratoris de l'Institut Vitivinicole i aconseguir un mínim de 12 punts sobre 20 a la prova organolèptica, color, claredat, olfacte i el gust, practicada pels membres del comitè de tast de la Marca Nacional dels Vins luxemburguesos.
- 14 punts, és un "Vin classé";
- 16 punts, és un "Premier Cru";
- 18 punts, és un "Gran Premier Cru".

Les entrades especials «Vendanges Tardives», «Vin de Glace» i «Vin de Paille» corresponen a criteris addicionals específics, regulats des del 8 de gener de 2001.
Les vinyes de Luxemburg han evolucionat des del començament del segle xx, en particular mitjançant la introducció de la cultura de varietats nobles i la regulació dels rendiments al llarg dels últims vint anys.
L'arribada d'una jove generació d'enòlegs, versats en les tècniques de viticultura moderna, associat amb la de consultors de vinificació estrangera, ha donat lloc a una notable millora en la qualitat que s'ha traduït en un merescut reconeixement a les competicions internacionals.

## Crémant de Luxembourg

### L'últim efervescent

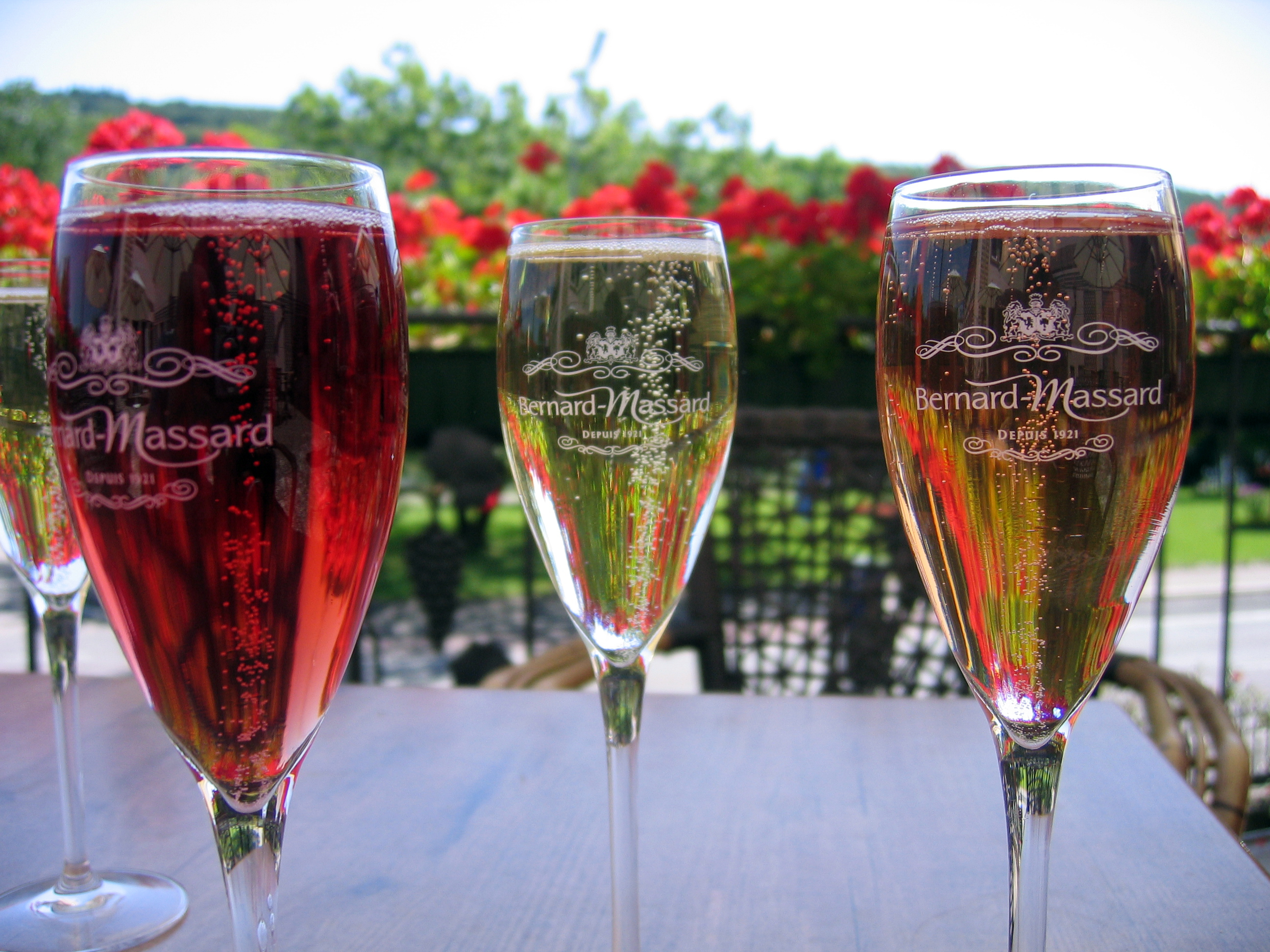
Tres crémants de Luxemburg

El Crémant de Luxembourg és l'última incorporació a la gamma dels grans vins escumosos del Mosel·la luxemburguès. Es diferencia dels vins escumosos convencionals per criteris específics, entre ells el caràcter saludable i uns raïms perfectament madurs, transportar-se sense ésser esclafats.
Però és la seva «presa d'escuma» a l'ampolla en la segona fermentació alcohòlica i la seva permanència d'un mínim de nou mesos, compte amb el «tradicional mètode», que li donen la seva noblesa i elegància incomparable.
El Crémant de Luxembourg s'elabora a partir dels millors raïms de les vinyes de Luxemburg. Cada celler escull les seves pròpies variets, donant una àmplia varietat de vins amb gusts especials.

### Regulació
La «Marque Nationale-Appellation contrôlée Crémant de Luxembourg» es va crear el 4 de gener de 1991. Es col·loca en una etiqueta rectangular a la part posterior de l'ampolla, la menció certifica l'origen luxemburguès i la qualitat del vi, sota el control de l'Estat.
Per aconseguir aquesta menció, el crémant ha de presentar-se als exàmens analítics del laboratori de l'Institut Vitivinícola i obtenir un mínim de 12 punts sobre 20 a la prova organolèptica, al color, la claredat, l'olfacte i el gust, practicada pels membres del comitè de tast de la Marca Nacional dels Vins luxemburguesos.
A més a més dels requisits imposats als vins escumosos, Crémant ha de complir amb criteris de qualitat addicionals, com ara la taxa d'extracció del most ha d'estar limitada a 100 l per cada 150 kg de pressió de collita i de CO 2 almenys 4 bar després del degoll. La seva fabricació és seguit per un «Quadern de premsa» obligatori.

## Especialitats
Per aconseguir els termes de «Vendanges Tardives», «Vin de Glace» o «Vin de Paille», els vins han d'estar fets a partir de raïms collits a mà, de varietats apropiades i presentar volums alcohòlics naturals mínims.
Pel que fa als «Vins barrique» principalment negres en origen, aquests són vins blancs, incloent els Chardonnay, que han envellit uns mesos en bótes de roure.

### Vendanges Tardives
Solament els vins elaborats amb varietats de auxerrois, pinot blanc, pinot gris, riesling o gewurztraminer, els mosts dels quals han de tenir una densitat de 105° Oechsle (95 per al riesling) poden obtenir aquesta menció.

### Vin de Glace
Pot ser a partir de varietats de pinot blanc, pinot gris o riesling els raïms de les quals es van cultivar a una temperatura natural a l'aire lliure inferior o igual a 7 °C El most ha de tenir una densitat de 120° Oechsle.

### Vin de Paille
A partir de les varietats d'auxerrois, pinot blanc, pinot gris o gewurztraminer, aquest vi, ha de tenir després de la fermentació, el grau alcohòlic volumètric mínim d'un 18% per a un most a una densitat de 130° Oechsle. La seva vinificació s'ha de realitzar amb la collita de panses, naturalment, sobre un jaç de palla o suspensió durant almenys dos mesos.

## Poblacions productores

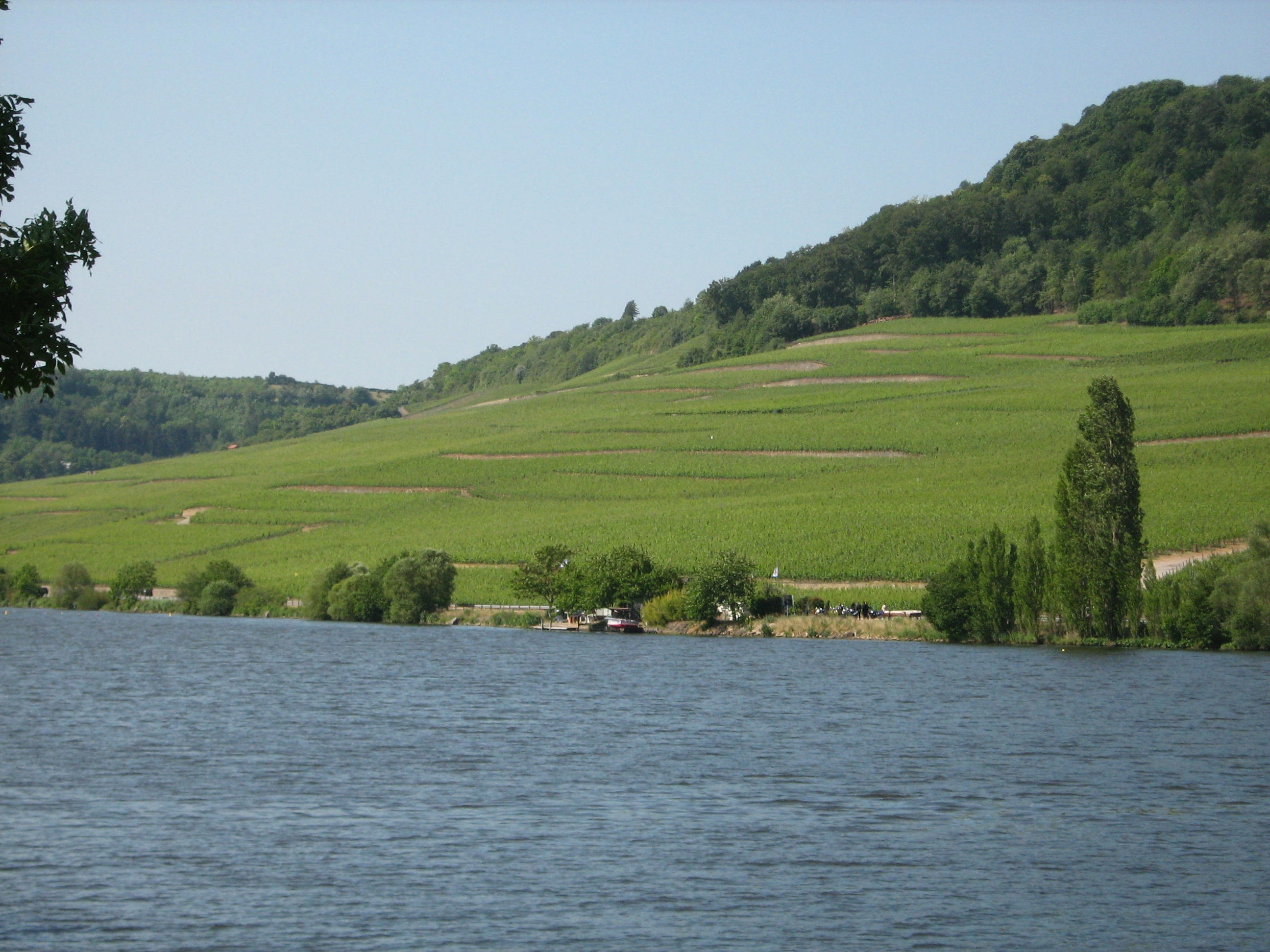
Vinyes de la vall del Mosel·la, a prop de Machtum.

| - Ahn - Bech-Kleinmacher - Bous - Ehnen - Ellange - Ehnen - Erpeldange - Gostingen - Greiveldange - Grevenmacher | - Hëttermillen - Lenningen - Machtum - Mertert - Mondorf-les-Bains - Niederdonven - Oberdonven - Remerschen - Remich | - Rolling - Rosport - Schengen - Schwebsange - Stadtbredimus - Wasserbillig - Wellenstein - Wintrange - Wormeldange |  |